# Gibsoniothamnus alatus
Gibsoniothamnus alatus är en tvåhjärtbladig växtart som beskrevs av Alwyn Howard Gentry. Gibsoniothamnus alatus ingår i släktet Gibsoniothamnus och familjen Schlegeliaceae. Inga underarter finns listade i Catalogue of Life.